# Filtrační koláč

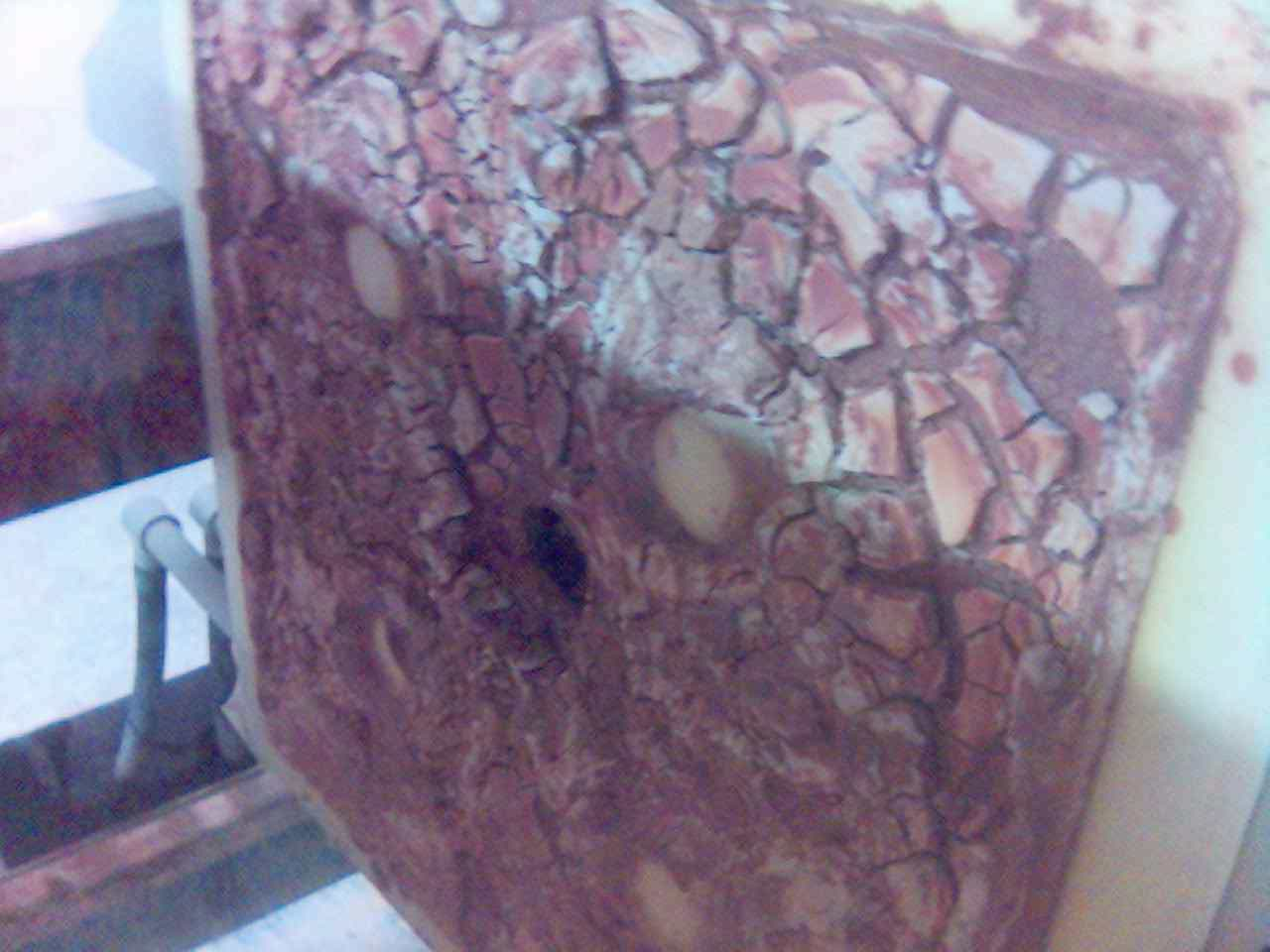
Filtrační koláč

Filtrační koláč je vrstva zachyceného pevného podílu ze suspenze (pevná část v roztoku), respektive jde o zachycené částice, větší než póry použitého filtračního materiálu, např. filtračního papíru.
Filtrační koláč vzniká při filtraci v kalolisu (filtrem je plachetka) nebo při filtrování přes büchnerovu nálevku (filtrem je filtrační papír) nebo fritu (ta je sama o sobě filtrem).
Tento koláč (koncentrát) se pak dále zpracovává dle povahy procesu (promývání filtračního koláče a sušení), nebo v případě, že bylo cílem zbavit roztok pevného podílu, se s ním zachází jako s odpadem (který může podléhat dalšímu zpracování), například kalové hospodářství čistíren odpadních vod.
Popisem tvorby filtračního koláče při filtraci se zabývá Teorie koláčové filtrace. Jedná se o hydrodynamický proces. V hydrostatice je ekvivalentním dějem sedimentace.